# Joan Armatrading (album)
Albums de Joan Armatrading
Back to the Night
(1975) Show Some Emotion
(1977)
Joan Armatrading est un album de Joan Armatrading, sorti en 1976.

## L'album
Il atteint la 67e place du Billboard 200, est certifié disque d'or par la British Phonographic Industry et fait partie des 1001 albums qu'il faut avoir écoutés dans sa vie. 

### Titres
Tous les titres sont de Joan Armatrading.
1. Down to Zero (3:51)
2. Help Yourself (4:04)
3. Water With the Wine (2:48)
4. Love and Affection (4:28)
5. Save Me (3:35)
6. Join the Boys (4:48)
7. People (3:30)
8. Somebody Who Loves You (3:33)
9. Like Fire (5:12)
10. Tall in the Saddle (5:43)

### Musiciens
- Joan Armatrading : voix, guitare
- Jerry Donahue, Graham Lyle : guitare
- Bryn Haworth : guitare, mandoline
- Jimmy Jewell : saxophone
- Dave Markee : basse
- Tony Carr, Dave Mattacks, Kenney Jones : batterie
- B.J. Cole : steel guitar
- Brian Rogers : cordes
- Peter Wood : orgue, piano
- Leroy Champaign, Clarke Peters  : chœurs